# Primaires présidentielles du Parti démocrate américain de 2004
 (janvier 2021).
Si vous disposez d'ouvrages ou d'articles de référence ou si vous connaissez des sites web de qualité traitant du thème abordé ici, merci de compléter l'article en donnant les références utiles à sa vérifiabilité et en les liant à la section « Notes et références ».
Les primaires démocrates de 2004 sont le processus par lequel les membres et sympathisants du Parti démocrate des États-Unis désignent leur candidat à l'élection présidentielle de 2004. Elles sont remportées par John Kerry, sénateur du Massachusetts au Congrès, défaisant largement son principal rival, Howard Dean. Kerry est cependant battu par le président sortant et candidat du Parti républicain.
| Candidats       | Voix       | %    | Délégués |
| --------------- | ---------- | ---- | -------- |
| John Kerry      | 9 871 270  | 61 % | 2573,5   |
| John Edwards    | 3 133 899  | 19 % | 559      |
| Howard Dean     | 894 367    | 5 %  | 167,5    |
| Dennis Kucinich | 617 264    | 4 %  | 40       |
| Wesley Clark    | 536 148    | 3 %  | 60       |
| Al Sharpton     | 384 766    | 2 %  | 26       |
| Autres          | 744 178    | 5 %  | 0        |
| Total           | 16 181 892 | 100% | 4 322    |